# Itarissa opaca
Itarissa opaca är en insektsart som först beskrevs av Brunner von Wattenwyl 1891.  Itarissa opaca ingår i släktet Itarissa och familjen vårtbitare. Inga underarter finns listade i Catalogue of Life.